# Onsho-ji (Nagano)
Chùa Onsho (遠照寺,Viễn Chiếu tự, おんしょうじ, Onsho-ji), còn được viết là Onshohji, là một ngôi chùa Phật giáo tại Ina, tỉnh Nagano, Nhật Bản. Sơn hiệu (山号, sangō) của chùa là Diệu Triều sơn (妙朝山). Đây là một ngôi tự viện của Nhật Liên tông, được biết đến nhiều do có khu vườn hoa mẫu đơn (Paeonia suffruticosa) nổi tiếng, nên còn được gọi với tên thông tục là chùa Mẫu Đơn (牡丹の寺).

## Tóm tắt
Vị trí tại thị trấn TATAKA , SUWA-SHI , dựa vào lịch sử của Tự viện , năm 821 vào thời ( HIROHITO năm thứ 11) , rỏ ràng nhất Dược Sư Đường được kiến lập đầu tiên , là ngôi chùa cổ của Thiên Đài Tông . Sau đó ngôi chùa này vì hỏa hoạn mà hoang phế ,thời gian năm 1473 mới do Nhật Triều xây dựng lại .   
Những năm gần đây với hoa Mẫu đơn mà nhiều người biết đến địa điểm nổi tiếng này , khi vào mùa thì tương đối có nhiều khách tham quan , bình thường khi tham bái thì miễn phí , nhưng khi vào mùa hoa Mẫu đơn thì bắt buộc phải tốn phí mua vé .

## Di sản văn hóa

### Di sản Văn hóa quan trọng
- Thích Ca Đường ( với chỉ định kèm theo : Đa Bảo Tiểu Tháp ) 
  - Thích Ca Đường thành lập năm 1538 ( TENBUN năm thứ 7 ) , thuộc phương pháp xây dựng nhà gạch . Trong Thích Ca Đường đặt Đa Bảo Tháp thành lập năm 1502 (BUNKI năm thứ 2) , vì do công nhân địa phương xây dựng , nên còn tàn dư lưu lại phong cách xây dựng của thời MUROMACHI .

### Được thành phố chỉ định là di sản với tài sản hữu hình
- Thất Diện Đường – được trùng tu vào khoảng thời gian năm KYOHO .

Được thành phố chỉ định là danh thắng .
- Đình viên .

## Chùa
- Sơn môn (cổng núi) .
- Hội trường

- Dược Sư Đường .

- Thích Ca Đường .

- Thất Diện Đường .

## Hạng mục liên quan
- Công viên Takafusojo .
- Liên Hoa Tự.